# أحمد السيابي
أحمد خلفان مهيل السيابي (وُلد في 16 يوليو 1993)، ويُعرف باسم أحمد السيابي، هو لاعب كرة قدم عماني يلعب في صفوف نادي صور ضمن دوري المحترفين العماني.

## المسيرة مع الأندية
بدأ أحمد السيابي مسيرته الكروية في الفئات السنية لنادي صور، قبل أن يتم تصعيده إلى الفريق الأول بفضل مهاراته الفردية وقدرته على اللعب في أكثر من مركز هجومي. لعب دورًا محوريًا في بقاء نادي صور ضمن مصاف دوري المحترفين، وساهم في تحقيق نتائج إيجابية خلال المواسم التي شارك فيها، أبرزها الوصول إلى أدوار متقدمة في مسابقات الكأس المحلية. كما شارك في مباريات حاسمة ضد أندية كبرى مثل نادي ظفار ونادي فنجاء، حيث ظهر بأداء لافت، وسجل أهدافًا حاسمة في بعض المواجهات. وقد حاز إشادة جماهيرية وإعلامية داخل سلطنة عمان، لا سيما لمستوياته الثابتة وولائه للنادي الذي نشأ فيه. ورغم عدم انتقاله إلى أندية خارج السلطنة، إلا أن استمراره مع صور يُعد دليلاً على ارتباطه القوي بالنادي ومجتمعه المحلي.

## إحصائيات الأندية
| النادي | الموسم  | الدوري                 | المباريات | الأهداف | الكأس | الأهداف | قاري | الأهداف | أخرى | الأهداف | المجموع | الأهداف |
| ------ | ------- | ---------------------- | --------- | ------- | ----- | ------- | ---- | ------- | ---- | ------- | ------- | ------- |
| صور    | 2013–14 | دوري المحترفين العماني | –         | 4       | –     | 0       | 0    | 0       | –    | 0       | –       | 4       |
| صور    | المجموع | –                      | 4         | –       | 0     | 0       | 0    | –       | 0    | –       | 4       |         |

## المسيرة الدولية
تم استدعاء السيابي لأول مرة إلى صفوف منتخب عمان لكرة القدم عام 2012. وشارك في أول مباراة دولية له في 25 ديسمبر 2013 ضد الكويت ضمن بطولة غرب آسيا لكرة القدم 2012.

## الإنجازات

### الأندية
مع صور
- الدوري العماني

## وصلات خارجية
- أحمد خلفان مهيل السيابي على موقع قاعدة بيانات كرة القدم.إي يو (الإنجليزية)
- أحمد خلفان مهيل السيابي على موقع ناشيونال فوتبول تيمز (الإنجليزية)
- أحمد خلفان مهيل السيابي على موقع Soccerway.com (الإنجليزية)
- أحمد خلفان مهيل السيابي على موقع كووورة